# Chamaecytisus dorycnioides
Chamaecytisus dorycnioides là một loài thực vật có hoa trong họ Đậu. Loài này được (Davidoff) Frodin & Heyw. miêu tả khoa học đầu tiên năm 1968.